# أنسون جونز
أنسون جونز (بالإنجليزية: Anson Jones)‏ (و. 20 يناير 1798 – 9 يناير 1858 م) ولد في غريت بارينغتون. هو سياسي من الولايات المتحدة الأمريكية كان طبيبًا ورجل أعمال وعضوًا في الكونجرس والرئيس الرابع والأخير لجمهورية تكساس.

## روابط خارجية
- أنسون جونز على موقع إن إن دي بي (الإنجليزية)